# Пхеньянский универмаг № 1

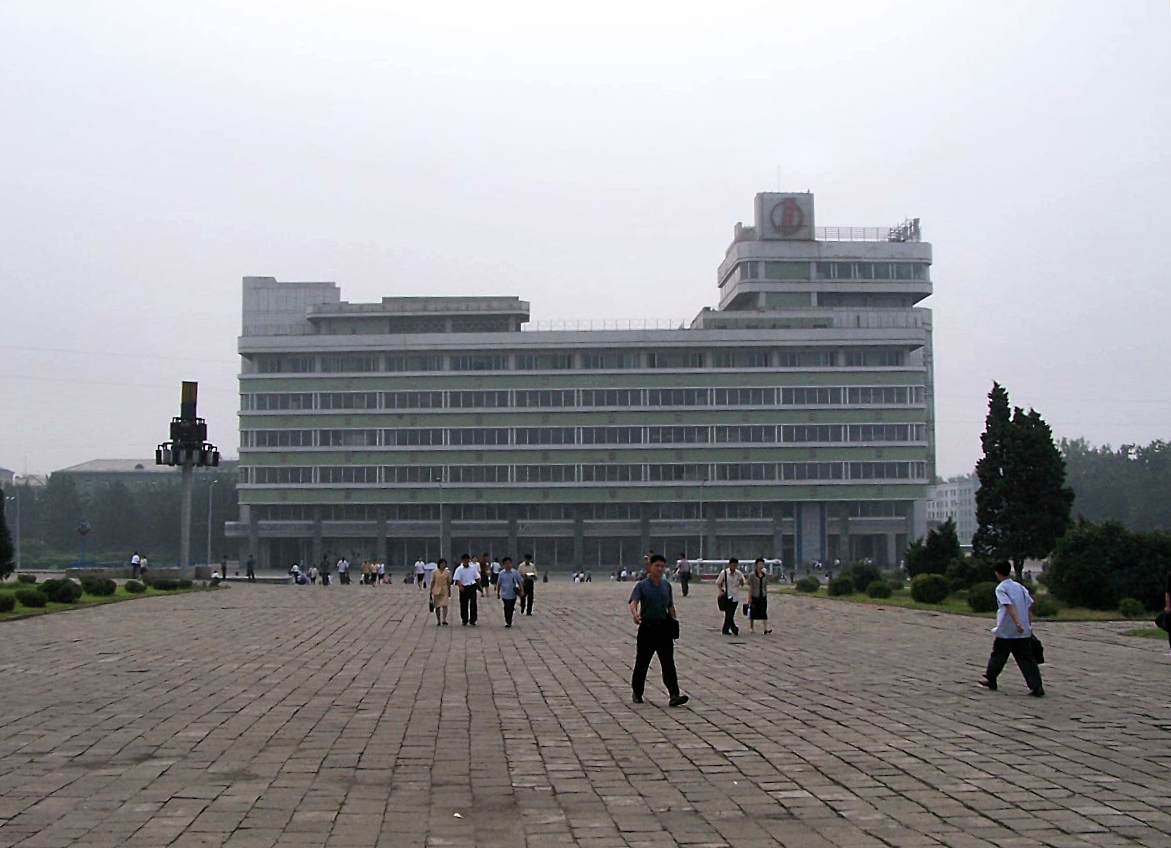

Пхеньянский универмаг № 1 — крупнейший универмаг в Пхеньяне, столице КНДР. Расположен в районе (гуёке) Чунгуёк.
Здание занимает площадь в 40 000 м² и имеет десять этажей (включая подвал): в главном здании пять этажей, существует также четырёхэтажная надстройка. Все этажи соединены между собой лифтами и эскалаторами. 
На 1-м и 2-м этажах продают лекарства, бытовую электронику, канцелярские принадлежности, 
на 3-м и 4-м — различные предметы первой необходимости, в том числе продукты, 
на 5-м — предметы искусства, мебель и музыкальные инструменты. 
На 8-м и 9-м этажах расположены ресторан и бар с алкогольными напитками. 
На 1-м этаже есть также столовая с молочной кухней для грудных детей.
Существует информация, что универмаг торгует продукцией более чем 1600 предприятий лёгкой промышленности со всей страны. В универмаге иногда проводятся своеобразные «выставки достижений», которые посещают в том числе руководители северокорейского государства.
Ассортимент пхеньянского универмага в плане количества и видов товаров, которые должны быть доступны в нём для покупки, формируется в том числе на основе «списков ожидаемых потребностей». Такие списки составляются на основе условного определения числа и потребностей покупателей из разных районов Пхеньяна. Однако с учётом того, что эти списки составляются условно, а наряду с местными жителями в универмаге отовариваются и приезжающие из других городов, в нём часто имеет место дефицит того или иного товара. 
По некоторым сведениям, в универмаге присутствует вооружённая охрана для предотвращения грабежей, большая часть посетителей покупает лекарства, а многие бытовые товары не могут быть куплены практически никем из жителей города ввиду их дороговизны.